# Els dos gentilhomes de Verona
Els dos gentilhomes de Verona (en anglès: The Two Gentlemen of Verona) és una comèdia de William Shakespeare, i una de les primeres obres que va escriure.

## Data, presentació i publicació
La data exacta de composició de l'obra no es coneix, però es creu que fou una de les primeres obres de l'escriptor. Els experts pensen que va escriure-la al voltant del 1590, tot i que la primera evidència de la seva existència es troba a una llista d'obres escrita per Francis Meres, la qual es publicà el 1598. Els dos gentilhomes de Verona no va imprimir-se fins al 1623, quan va aparèixer al First Folio de les obres shakesperianes.
No hi ha cap registre d'una representació durant la vida de l'autor, ni fins a la prohibició de teatres el 1642. La representació més propera que es coneix va fer-se al teatre de Drury Lane el 1762, en què s'augmentaren els papers d'en Launce i el seu gos. El text pur de Shakespeare es presentà al Royal Opera House el 1784. Frederic Reynolds en feu una versió operística el 1821.

## Trama
Els dos gentilhomes de Verona són Valentino i Proteus, dos amics. Valentino surt de Verona per visitar Milà per tal de madurar-hi. Deixa el seu millor amic, Proteus, però no sense reprendre'l per haver-se aplicat més als assumptes de l'amor que no pas als de la ment. Per casualitat, el pare de Proteus es posa d'acord amb Valentino i aviat fa que Proteus l'acompanyi a Milà. Després d'un acomiadament tendre amb la seva estimada, Júlia, Proteus troba un Valentino enamorat amb Sílvia, la filla del duc de Milà. Malauradament, Proteus també s'enamora de Sílvia i fa tot el que pot per poder casar-se amb ella. Mentre que Proteus és a Milà, Júlia es proposa trobar-se amb el seu estimat i viatja a Milà disfressada de noi. Aquí descobreix la traïció de Proteus i ella es fa passar pel seu patge mentre pensa fer-hi quelcom.
L'obra conclou amb una confrontació intensa al bosc, on Proteus intenta violar i segrestar Sílvia. Valentino la'n salva, però després la cedeix a Proteus per preservar la seva amistat. Júlia es desmaia, revelant la seva identitat. Proteus es recorda del seu amor envers Júlia i torna amb ella.
A la trama còmica, en Launce troba l'amor, però es queixa al públic dels atributs de la seva amada, els defectes de la qual "són més que els seus cabells".

## Origen
Com ocorre amb moltes de les històries que va escriure l'escriptor anglès, aquesta no va ser inventada per ell. La font original de l'obra és la història de Fèlix i Felismen, a Diana, una col·lecció d'històries de l'escriptor portuguès Jorge de Montemayor. Shakespeare podia haver llegit la història en una traducció, però se sap que hi havia una obra de teatre basada sobre la mateixa història que es presentà el 1585. És possible que Els dos gentilhomes de Verona sigui una adaptació d'aquesta obra.

## Temes
El tema principal de l'obra és el debat entre l'amistat i l'amor. L'obra es pregunta si l'amistat entre dos amics és més important que una relació entre dos amants. Aquest tema és comú en la literatura del Renaixement, però alguns aspectes de la cultura d'aquesta època celebraven l'amistat més que l'amor perquè aquella és més pura i no s'involucrava amb l'amor sexual. Aquesta creença explica el final de l'obra.

## Llegat
Un vers de l'obra dona nom a la novel·la més destacada de Joan Sales, Incerta glòria